# Abraxas (papillon)
Pour les articles homonymes, voir Abraxas.
Genre
Abraxas est un genre de lépidoptères (papillons) de la famille des Geometridae.

## Systématique
Le genre a été décrit par le naturaliste britannique William Elford Leach en 1815. L'espèce type est Phalaena grossulariata (Linnaeus, 1758).

### Synonymie
- Spilote (Hübner, 1806) [2]
- Zerene (Treitschke, 1825)[3]. Attention le genre Zerene (Hübner, 1819) est reconnu. Ce sont des Pieridae vivant en Amérique.
- Calospilos (Hübner, 1825)[4]
- Callispilus (Agassiz, 1847)[5]
- Potera (Moore, 1879)[6]
- Omophyseta (Warren, 1894)[7]
- Silabraxas (Swinhoe, 1900)[8]
- Chooreechillum (Lucas, 1901)[9]
- Dextridens (Wehrli, 1934)[10]
- Isostictia (Wehrli, 1934)[11]
- Diceratodesia (Wehrli, 1935)[12]
- Mesohypoleuca (Wehrli, 1935)[13]
- Rhabdotaedoeagus (Wehrli, 1935)[14]
- Spinuncus (Wehrli, 1935)[15]
- Trimeresia (Wehrli, 1935)[16]

### Taxinomie
Deux sous-genres sont reconnus :
- Abraxas (Abraxas)[17]
- Abraxas (Calospilos) (Hübner, 1825)

### Espèces rencontrées en Europe
- Abraxas (Abraxas) grossulariata (Linnaeus, 1758) - Zérène du groseillier
- Abraxas (Calospilos) pantaria (Linnaeus, 1767) - Zérène du frêne
- Abraxas (Calospilos) sylvata (Scopoli, 1763) - Zérène de l'orme

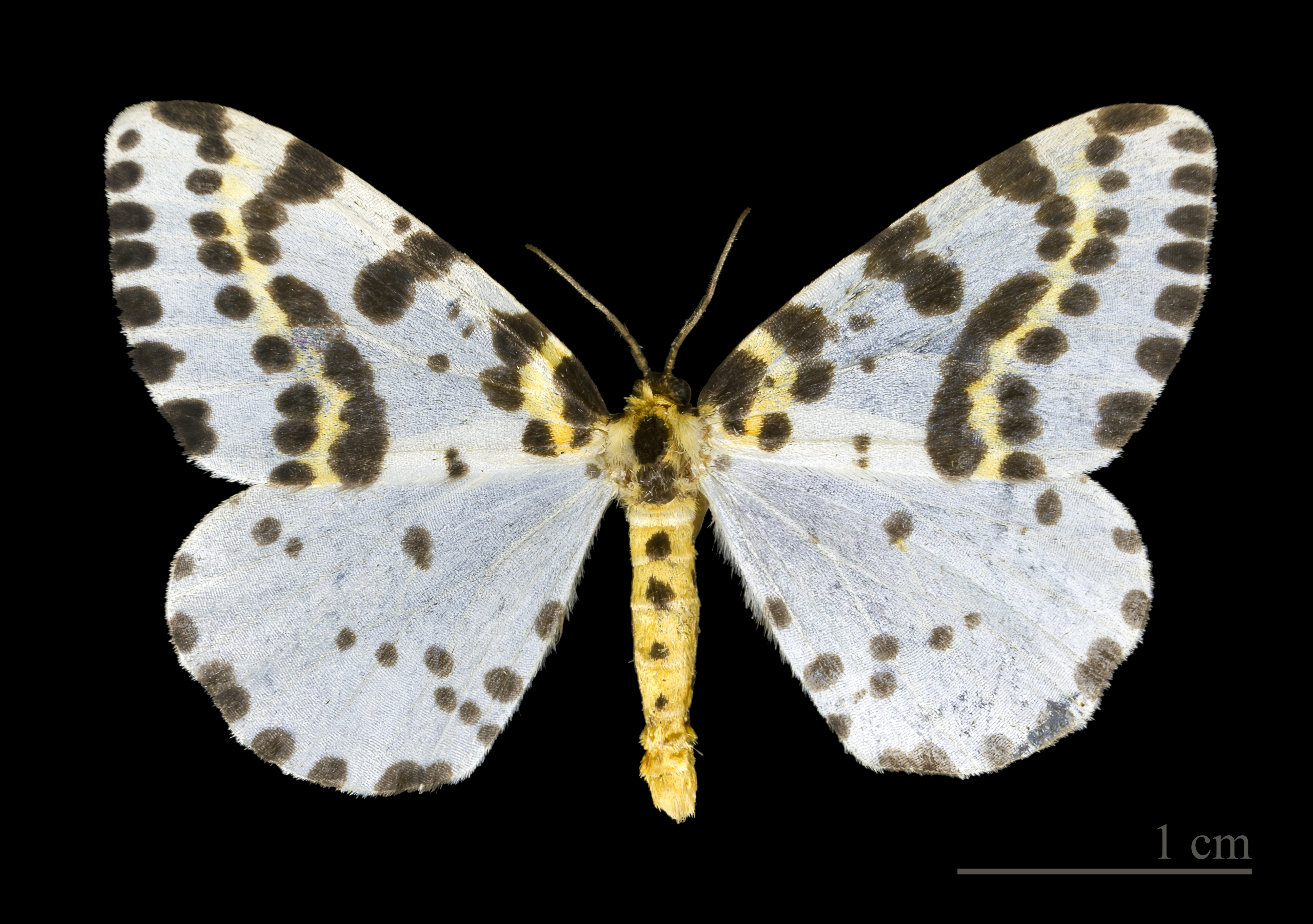
Abraxas grossulariata - Muséum de Toulouse
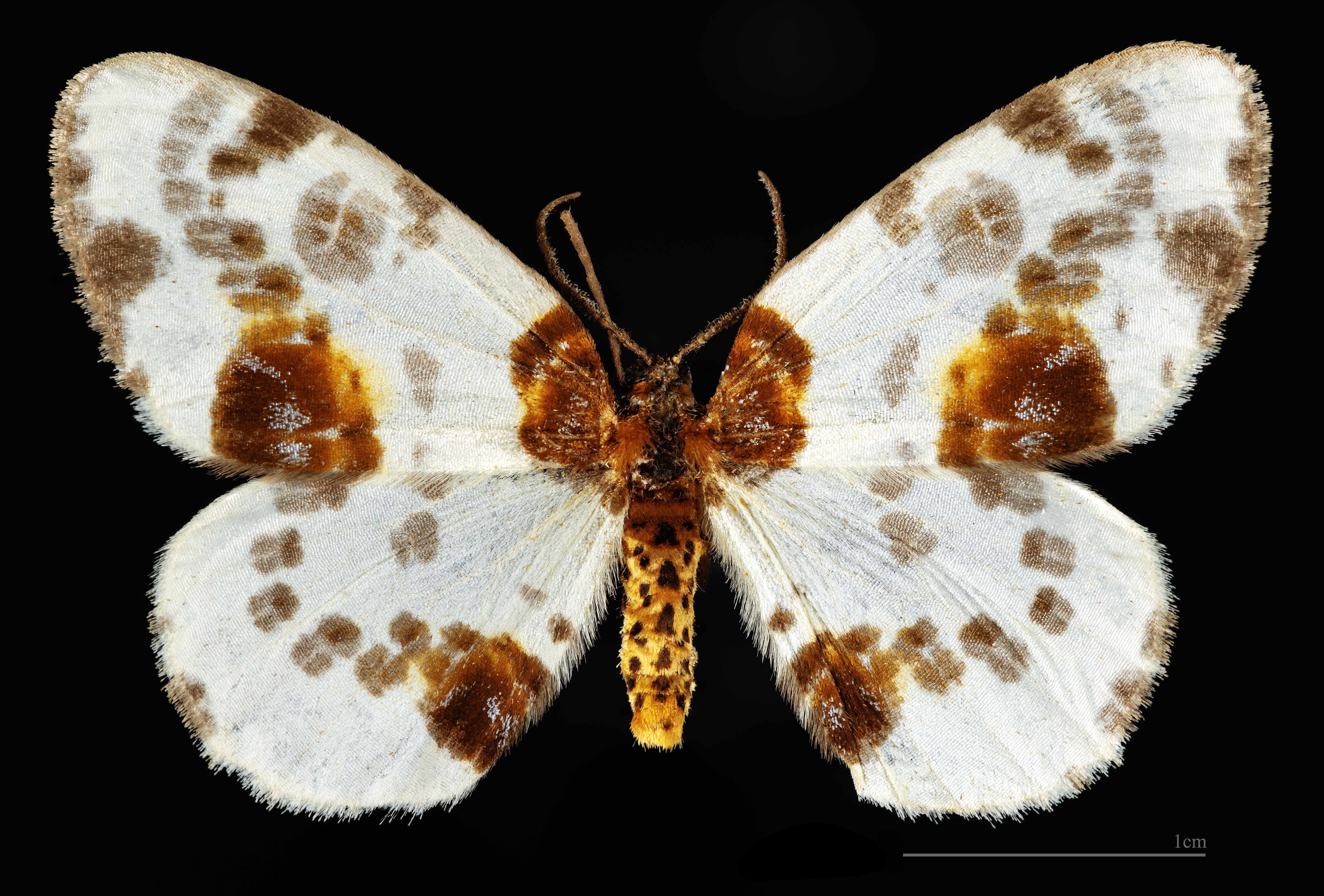
Abraxas sylvata - Muséum de Toulouse